# 魏俊英
魏俊英（1964年3月12日—），女，出生于河南省禹州市神垕镇，中国国家一级演员，豫剧著名演员，毕业于河南省戏曲学校（今中原文化艺术学院），毕业后被分配至河南省豫剧一团，并成为主要演员。代表作有《大祭桩》、《樊梨花》、《三娘教子》等。